# Bairdov tapir
Bairdov tapir (Tapirella bairdii; sinonim Tapirus bairdii) - sisavac iz porodice Tapiridae. Obitava na području Srednje Amerike i sjevera Južne Amerike. Jedan je od tri južnoamerička tapira. Dobio je ime u čast američkog prirodoslovca Spencera Bairda, a otkrio ga je američki prirodoslovac W. T. White.

## Izgled
Najveći je kopneni sisavac Srednje Amerike. Odrasle jedinke mogu narasti i do 2 m dužine te imati rep od 7-13 cm. Tijelo je tamnosmeđe, a dio oko lica svjetlosmeđe boje. Uši imaju bijele rubove. Glasa se oštrim zviždanjem.

## Prehrana
Bairdov tapir je biljojed. Hrani se različitim biljnim dijelovima, lišćem, pupovima i voćem.

## Razmnožavanje
Trudnoća traje oko 390-400 dana. Ženka ima jedno mladunče (rijetko dva), težine 5-8 kg.